# فرانك هاريس (لاعب كرة قدم أسترالية)
فرانك هاريس (بالإنجليزية: Frank Harris)‏ هو لاعب كرة قدم أسترالية أسترالي، ولد في 1 يونيو 1883 في St Kilda, Victoria ‏ في أستراليا، وتوفي في 26 يونيو 1961 في Garfield, Victoria ‏ في أستراليا.

## وصلات خارجية
- فرانك هاريس على موقع AustralianFootball.com (الإنجليزية)
- فرانك هاريس على موقع AFLtables.com (الإنجليزية)